# Walter Jander
Walter Jander (* 11. November 1904 in Wien; † unbekannt) war ein deutscher Kaufmann und Wirtschaftsfunktionär. 

## Leben und Wirken
Nachdem Jander zunächst als stellvertretender Syndikus in Elberfeld tätig gewesen war und dort der Deutschen Volkspartei angehört hatte, trat er zum 1. August 1931 der NSDAP bei (Mitgliedsnummer 594.607). Er wechselte 1932 nach Dessau und wurde in der Partei Gauwirtschaftsberater wurde. Beruflich war er Direktor und Syndikus der Junkers Flugzeug- und Motorenwerke AG in Dessau, Mitglied der Arbeitskammer des Gaues Magdeburg-Anhalt, Geschäftsführer der Wohnungsbaugesellschaft „Mittelelbe“ sowie ab 1943 Aufsichtsratsmitglied der Commerzbank.